# Věra Horáková
Věra Horáková rozená Grubrová (* 8. března 1933) v Brně je československá hráčka basketbalu a také házené (vysoká 170 cm). Je zařazena na čestné listině zasloužilých mistrů sportu. V roce 2005 byla uvedena do Síně slávy České basketbalové federace.
Byla oporou basketbalového reprezentačního družstva Československa, za které v letech 1953 až 1964 hrála celkem 100 utkání a má významný podíl na dosažených sportovních výsledcích. Zúčastnila se dvakrát mistrovství světa a pětkrát mistrovství Evropy v basketbale žen, na nichž získala celkem 10 medailí, z toho 5 stříbrných za druhá místa (MS 1964 a ME 1952, 1954, 1962, 1964) a pět bronzových medaile za třetí místa (MS 1957, 1959 a ME 1956, 1958, 1960). Reprezentační kariéru zakončila na Mistrovství světa v roce 1964 v Peru (2. místo).
V československé basketbalové lize žen hrála celkem 19 sezón (1952-1972), tři sezony za Žabovřesky Brno, osm za Slávii Brno, čtyři za KPS Brno a čtyři sezóny za Univerzitu Brno, v nichž s týmem získala v ligové soutěži za umístění na 2. a 3. místě celkem 11 medailí, sedm stříbrných a čtyři bronzové.  

## Sportovní kariéra
- Kluby: celkem 19 sezón a 11 medailových umístění: 7x 2. místo, 4x 3. místo
- 1952-1954 Žabovřesky Brno: 3x 2. místo (1952, 1953, 1953/54)
- 1954-1962 Slavia Brno: 3x 2. místo (1959, 1960, 1961), 2x 3. místo (1956, 1962), 2x 4. místo (1955, 1957), 5. místo (1958)
- 1963/1964, 1965-1967 KPS Brno: 2. místo (1966), 2x 3. místo (1964, 1967), 4. místo (1963)
- 1967-1970, 1971/72 Univerzita Brno: 2x 4. místo (1969, 1970), 6. místo (1968), 9. místo (1972)
- od zavedení evidemce podrobných statistik ligových zápasů (v sezóně 1961/62) zaznamenala celkem 2484 ligových bodů.
- Československo: 1951–1964 celkem 100 mezistátních zápasů, na MS a ME celkem (bez ME 1954) 274 bodů v 39 zápasech
- Mistrovství světa: 1959 Moskva (44 bodů /7 zápasů), 1964 Lima, Peru (90 /9), na MS celkem 134 bodů v 16 zápasech
- Mistrovství Evropy: 1954 Bělehrad (bude doplněno), 1956 Praha (36 /5), 1958 Lodž, Polsko (29 /5), 1960 Sofia (45 /7), 1962 Mulhouse, Francie (30 /6), na ME celkem (bez ME 1954) 140 bodů v 23 zápasech
- úspěchy:
- Mistrovství světa v basketbalu žen: 2. místo (1964), 3. místo (1959)
- Mistrovství Evropy v basketbalu žen 2x 2. místo (1954, 1962), 3x 3. místo (1956, 1958, 1960)